# Oreficeria

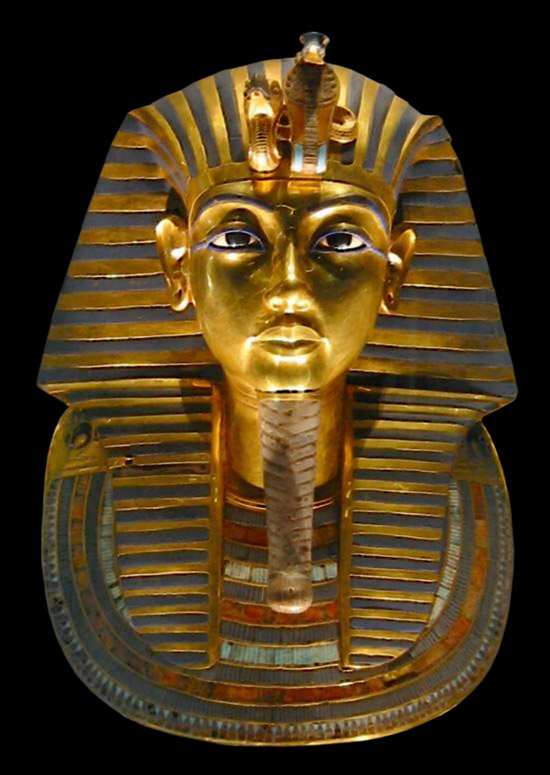
Maschera funeraria d'oro massiccio di Tutankhamon

L'oreficeria è l'arte della lavorazione dell'oro e di altri metalli preziosi, come l'argento colorato e il platino, per ottenere oggetti artistici.
L'arte orafa è strettamente correlata con la gioielleria, i cui manufatti utilizzano i metalli preziosi come leganti per la produzione di gioielli con gemme.
La lavorazione dell'oro, che fu uno dei primi metalli ad essere utilizzato per le doti di indistruttibilità e malleabilità, è per lo più identica a quella antica: i monili vengono infatti ottenuti tramite fusione e realizzati mediante varie tecniche, come il cesello, lo stampo, a sbalzo, a filigrana, la baccellatura.

## Storia

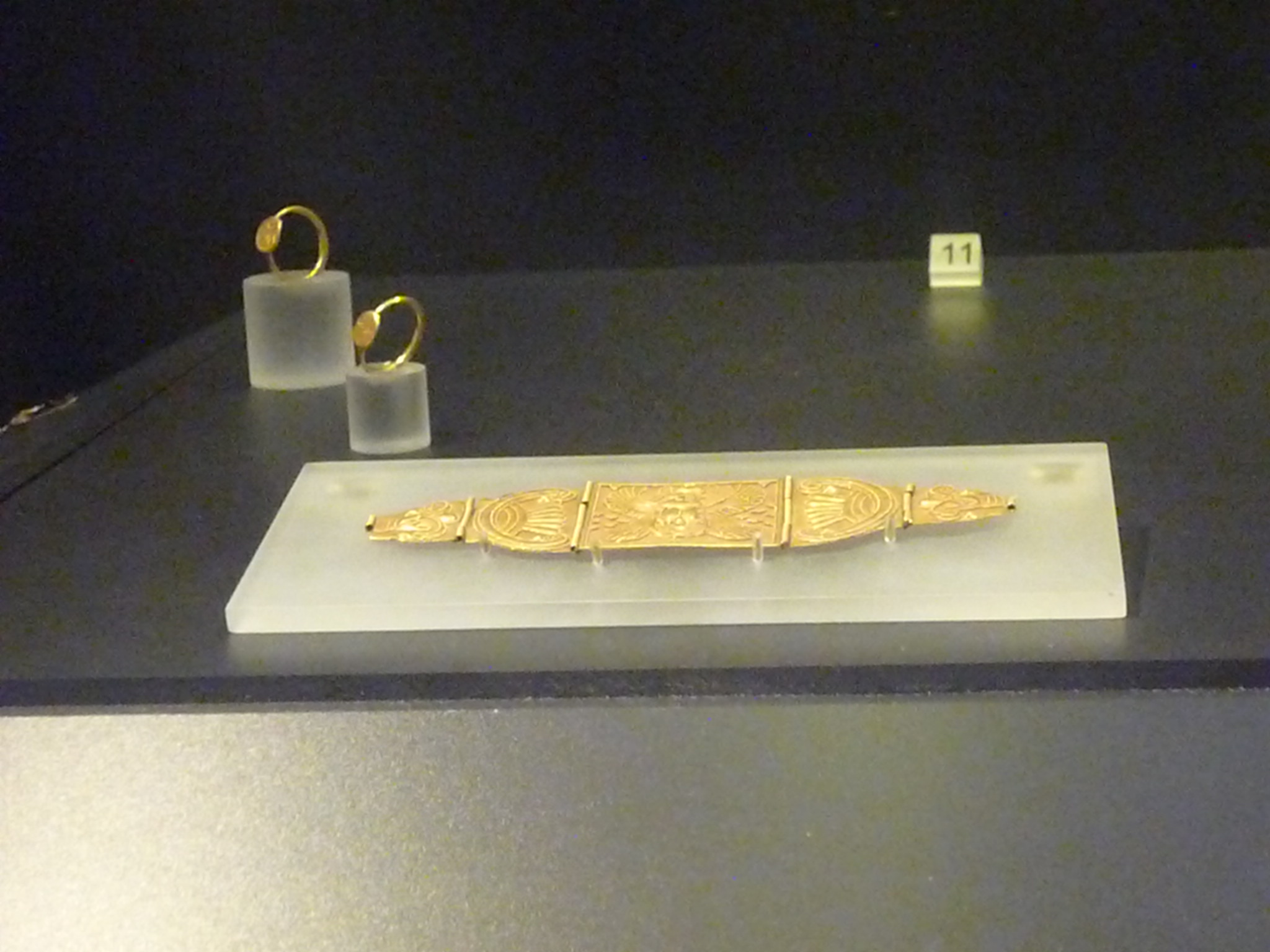
Oreficeria fenicio-punica rinvenuta a Tharros, Sardegna

### Età antica

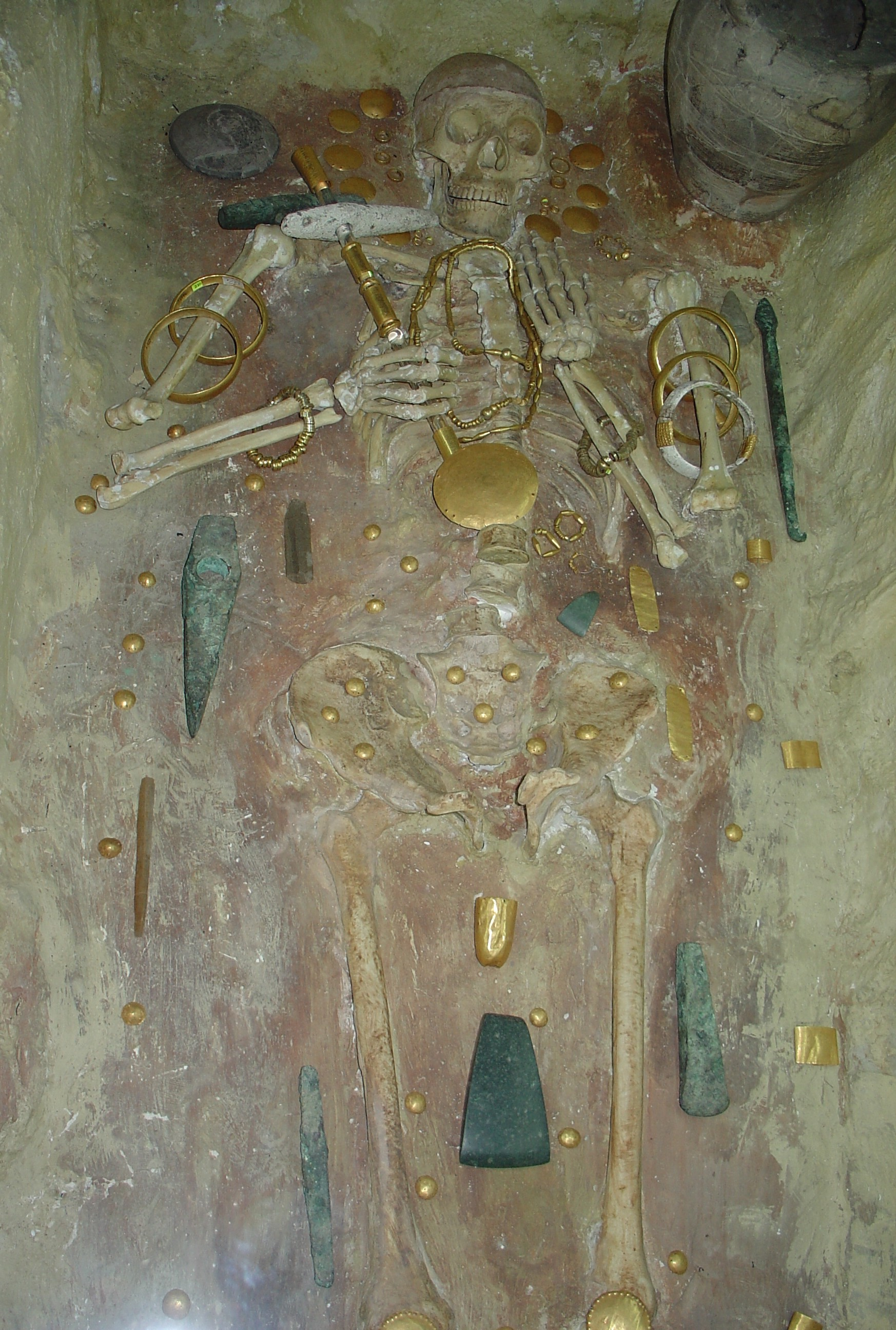
Corredo funebre della tomba 43 dalla necropoli di Varna

L'estrema rarità dei metalli preziosi ha comportato nel tempo un riutilizzo degli oggetti realizzati nei tempi remoti, che venivano fusi per nuove creazioni, e le poche testimonianze sopravvissute fino a noi interessano per lo più esemplari rinvenuti nei corredi funebri.
Tale è il caso delle opere di oreficeria provenienti dalla Mesopotamia e dall'Antico Egitto, la cui arte orafa è documentata dai reperti provenienti dalle necropoli egizie e dalle tombe reali, come nella tomba di Tutankhamon.
Diverso il discorso per l'antica Grecia, per la quale non ci sono arrivati moltissimi esemplari anche per la difficoltà di reperire la materia prima, almeno fino all'età ellenistica, durante la quale l'espansione verso Oriente favorì l'arrivo di grandi quantità d'oro e la realizzazione di molti e vari oggetti artistici.
Precedentemente, la cultura minoico-micenea ha però prodotto oreficeria finissima, di straordinaria qualità artistica e di squisita delicatezza. Ben rappresentata anche l'oreficeria etrusca, della quale meritano menzione gli oggetti realizzati con il metodo della granulazione, e quella romana, soprattutto di età imperiale.

### Età medievale

#### Alto Medioevo

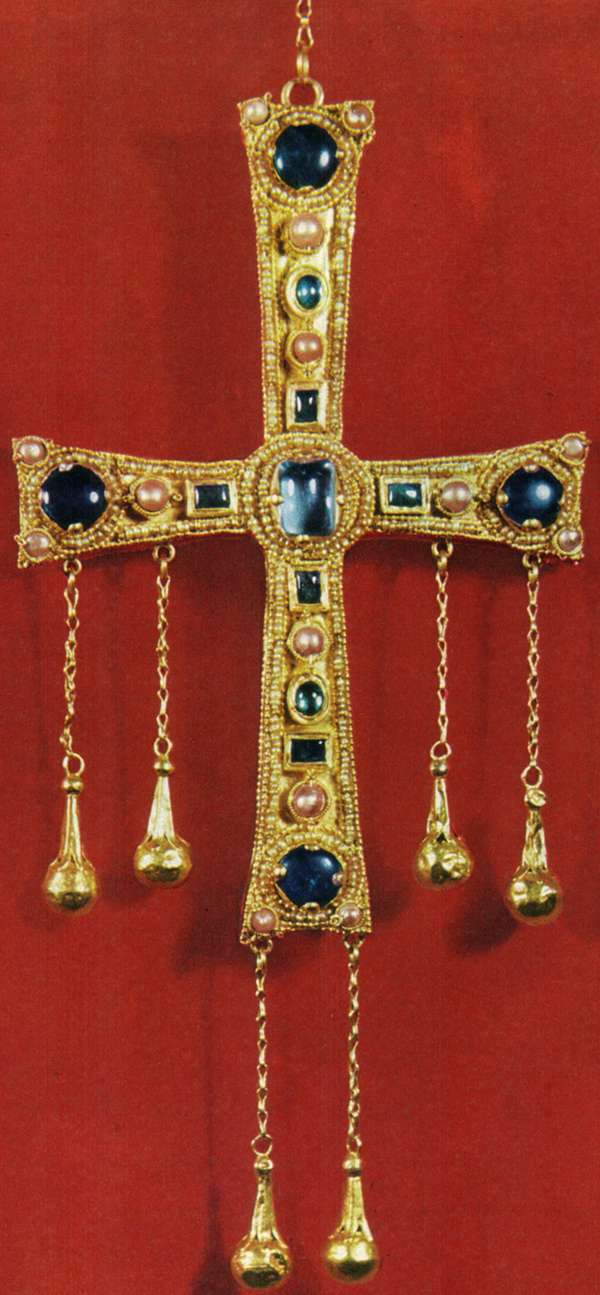
Croce di Agilulfo

Nel Medioevo vi fu una fiorente produzione di oggetti artistici d'oro, i cui maggiori esemplari furono prodotti dall'oreficeria bizantina e da quella barbarica.

#### Oreficeria bizantina
La preziosità dell'oreficeria bizantina è testimoniata non solo dalle molte realizzazioni artistiche, come la Pala d'oro di Venezia o la Crux Vaticana o Croce di Giustino II  nel Museo del Tesoro  della Basilica di San Pietro in Vaticano, ma anche documentata dalle figure sontuosamente ingioiellate presenti nei mosaici di Ravenna.

#### Oreficeria barbarica

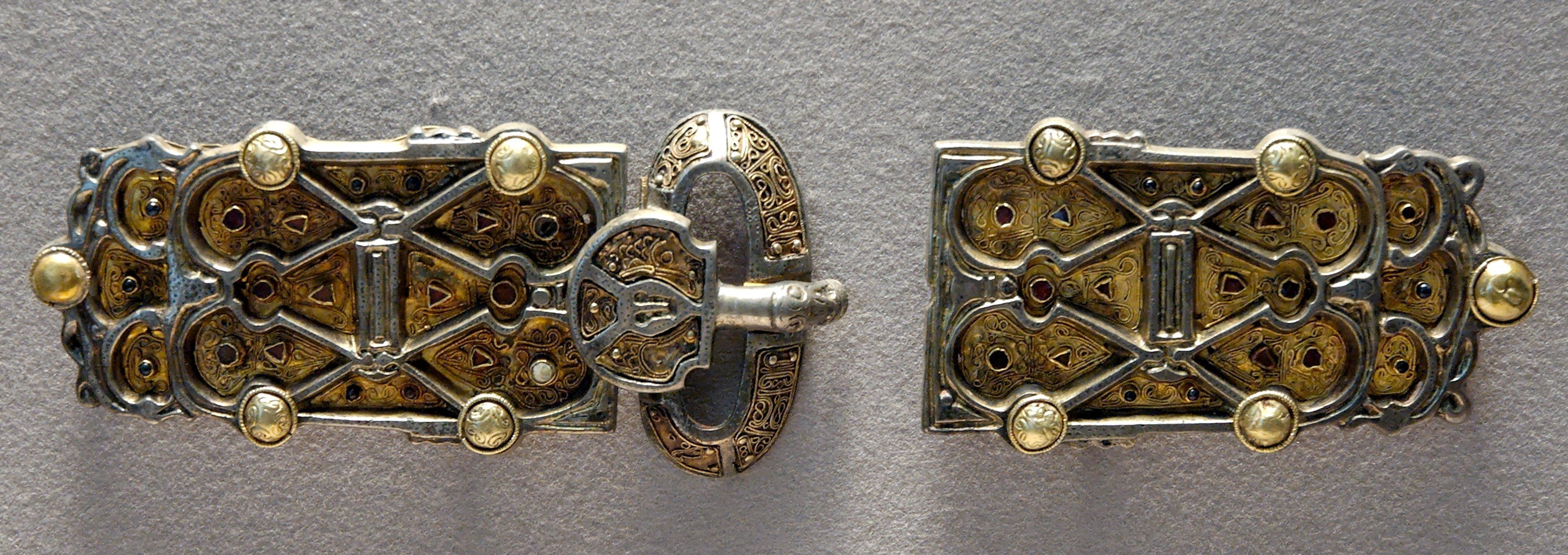
Fibbia di Aregunda, arte merovingia, 570 circa, Museo di Antichità, Saint-Germain-en-Laye

Fu in particolare in oreficeria che vennero raggiunti i migliori risultati artistici, con notevoli apporti originali. Le principali produzioni riguardano fibule, diademi, else, fibbie di cinturoni.
Stile policromo
Un primo stile, detto policromo, risale agli Unni e trovava dei precedenti nelle popolazioni stanziate sul Mar Nero. Si contraddistingue dall'uso di pietre levigate (spesso rosse come granati e almandini), incastonate nell'oro, sia isolate, sia a distanze ravvicinate, ricoprendo quasi l'intera superficie con sottili strisce di metallo prezioso tra un castone e l'altro. Nella seconda metà del V secolo questa tecnica raggiunse un apice all'epoca di Childerico I e più o meno contemporaneamente si diffuse anche in Italia e Spagna tramite i Goti. In Spagna le forme usate furono meno elaborate e meno ricche. Questa tecnica, oltre all'ampia diffusione, ebbe una vita molto lunga, essendo usata ancora dai Franchi e dai Longobardi nel VII secolo.
Stile animalistico
Un secondo stile è quello animalistico, che venne portato ad alti livelli nel bacino del Mare del Nord e nella Scandinavia, prima di diffondersi in tutta Europa. I manufatti tipici in questo stile sono fibbie e guarnizioni varie e hanno analogia con produzioni simili in province romane quali la Britannia e la Pannonia. In queste opere le figure geometriche invadono tutta la superficie e a seconda dei risultati si hanno due sottodivisioni:
1. Lo stile animalistico I: caratterizzato da una disposizione degli elementi scomposta e asimmetrica; gli elementi zoomorfi sono essenziali ma realistici.
2. Lo stile animalistico II: sviluppatosi successivamente su influsso dell'arte bizantina, presenta maggiore regolarità e fluidità del disegno; gli elementi zoomorfi diventano più stilizzati, fino a venire assorbiti in inestricabili motivi a nastro.

Oltre che in oreficeria motivi simili vennero sviluppati nella scultura in pietra e nei manoscritti miniati dei monasteri, soprattutto nelle pagine tappeto prodotte nel VII secolo nelle isole britanniche.

#### Oreficeria longobarda
Per quanto riguarda l'oreficeria longobarda ci sono pervenuti alcuni oggetti caratteristici dell'alto livello raggiunto dagli orafi longobardi, come le croci gemmate, di cui un esempio significativo è la Croce di Agilulfo (inizio del VII secolo). Un altro capolavoro orafo è la copertura dell'Evangeliario di Teodolinda (Monza, Tesoro della Basilica di San Giovanni Battista) (603).

#### Oreficeria carolingia
La produzione di oreficerie e di oggetti preziosi in genere ebbe un picco durante la "rinascenza carolingia", grazie anche alle immense ricchezze accumulate nelle vittoriose campagne militari: solo dagli Avari nel 795 erano stati saccheggiati cinquanta carri colmi d'oro e argento. Le opere di alta oreficeria venivano spesso donate a basiliche, abbazie e cattedrali ai sovrani stessi.
Un capolavoro assoluto è l'altare di Sant'Ambrogio, conservato magnificamente intatto presso la basilica di Milano, fatto per il vescovo Angilberto II da Vuolvino faber. Altri pezzi importanti sono la coperta del Codice Aureo di Monaco di Baviera (Bayerische Staatsbibliothek, 870 circa) o il cosiddetto Ciborio di Arnolfo (Monaco, Residenz, stesso periodo), decorati con uno stile repentino e "nervoso", ancora collegabile con la scuola di Reims, con numerose linee spezzate che rifrangono la luce sull'oro e creano un effetto scintillante.

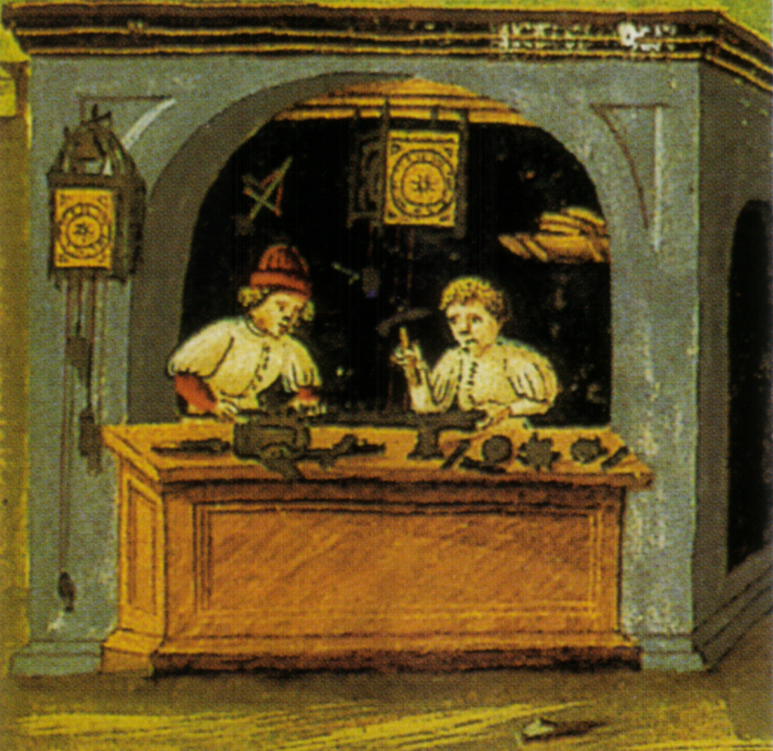
Bottega dell'orafo, dal De spherae (1480-1490), Modena, Biblioteca estense, lat 209 c. 10r

### Basso Medioevo
Nel Medioevo si diffusero nuovi metodi di incastonatura e di smaltatura. Agli smalti champlevé si sostituirono nel Trecento i cloisonné, nella cui produzione fu maestra la scuola senese.

### Età moderna
Nel Rinascimento si fece più stretto il legame tra arti figurative e oreficeria e molti pittori e scultori dell'epoca furono anche valenti orafi, come Donatello, Benvenuto Cellini e Antonio Gentili.
Con il colonialismo l'arrivo d’ingenti quantità d'oro e di altri metalli preziosi dalle nuove terre scoperte, favorì la produzione di gioielli destinati alle personalità delle corti reali europee e all'alta borghesia.
Durante il Settecento si distinse l'orafo, argentiere e architetto francese Nicolas Besnier.

### Età contemporanea
Nel Novecento anche appartenenti alla media borghesia iniziarono a sfoggiare prodotti orafi, soprattutto grazie alla nuova tecnica della placcatura, che consentiva di ricoprire d'oro oggetti fatti di metalli più poveri.
In Italia, l'oreficeria e la gioielleria ebbero un momento di eccellenza nella produzione della Melchiorre e C., fondata nel 1873 a Valenza da Vincenzo Melchiorre. Di rilievo fu anche l'attività di Vincenzo Giura, orafo lucano che si affermò a Napoli e venne privilegiato dai reali d'Italia, tanto da ricevere il Brevetto della Real Casa dal re Umberto I nel 1889.

### Ventesimo secolo
Anche l'oreficeria risente del cambiamento epocale e non produce più per una nicchia di persone, ma cerca la massificazione.
In Italia esistono alcuni distretti peraltro famosi in tutto il mondo: Roma, Valenza, Vicenza, Arezzo, Firenze, Napoli, Faenza.